# Hans-Hartwig Ruthenberg
Hans-Hartwig Ruthenberg (* 19. März 1928 in Danzig, Freistaat Danzig; † 19. Juli 1980 in Stuttgart) war ein deutscher Agrarwissenschaftler mit Forschungsschwerpunkt in der tropischen und subtropischen Landwirtschaft.

## Leben
Ruthenberg studierte von 1949 bis 1954 Agrarwissenschaften an der Universität Göttingen und schloss mit der Promotion zum Dr. agr. ab. Ein Postgraduiertenstudium in den USA und ein Forschungsaufenthalt in Südostasien folgten. Er war dann Assistent am Institut für ausländische Landwirtschaft der Technischen Universität Berlin und absolvierte Forschungsaufenthalte in Ostafrika. 1965 habilitierte er sich an der Universität Göttingen und wurde Privatdozent. 1966 erhielt er einen Ruf auf den Lehrstuhl für Ökonomik der landwirtschaftlichen Produktion in den Tropen und Subtropen im Institut für landwirtschaftliche Betriebslehre der Landwirtschaftlichen Hochschule Hohenheim. 1974 war er Gastprofessor am Economic Development Institute der Weltbank und 1976 Berater der kenianischen Regierung. 1965–1975 war er Mitherausgeber der Afrika-Studien des IFO-Instituts München.
Er verstarb unerwartet im Jahr 1980.
Ruthenberg war verheiratet und hatte vier Kinder.

### Forschung
Schwerpunkt der Forschung von Hans H. Ruthenberg ist die tropische und subtropische Landwirtschaft gewesen. Sein bekanntestes Werk trägt den Titel Farming Systems in the Tropics (1971). Weitere Veröffentlichungen sind: African Agricultural Production Development Policy in Kenya (1966) und Smallholder Farming and Smallholder Development in Tanzania (1968). Seine Lehr- und Forschungstätigkeit umfasste Bodennutzungssysteme der Tropen und Subtropen, landwirtschaftliche Entwicklungspolitik (Produktion) und Bewässerungsökonomie. Besonders hervorzuheben ist seine „Projektlehre“.

## Hans-Ruthenberg-Institut an der Universität Hohenheim
Am 18. Oktober 2016 wurde beim World Food Day Colloquium 2016 an der Universität Hohenheim offiziell das Institut für Tropische Agrarwissenschaften (Hans-Ruthenberg-Institut) an der Universität Hohenheim eröffnet. Mit mehr als 100 beteiligten Wissenschaftlern aus 10 Fachgebieten ist das Hans-Ruthenberg-Institut die größte Forschungseinrichtung im Bereich der tropischen Agrarforschung in Deutschland.

## Hans H. Ruthenberg-Graduierten-Förderpreis
Der Hans H. Ruthenberg-Graduierten-Förderpreis wurde von 1999 bis 2009 von der Eiselen-Stiftung Ulm vergeben. Seit 2010 vergibt die Stiftung fiat panis den Preis. Ziel des Förderpreises ist es, „herausragende Diplom- oder Masterarbeiten auf dem Gebiet der Ernährungssicherung auszuzeichnen“. Der Preis ist mit 7.500 Euro dotiert und ist von 1999 bis 2024 an insgesamt 68 Preisträger(innen) verliehen worden.

## Publikationen
- Über Produktionskostenrechnungen in der Landwirtschaft, Dissertation, Göttingen, 1954
- Landwirtschaft und anfängliche Kapitalbildung : die wirtschaftlichen Leistungsreserven der Landwirtschaft in Entwicklungsländern und Ansätze ihrer Nutzbarmachung für die Kapitalbildung, DLG-Verlags-Gesellschaft, Frankfurt (Main), 1964
- Organisationsformen der Bodennutzung und Viehhaltung in den Tropen und Subtropen dargestellt an ausgewählten Beispielen, Institut für Ausländische Landwirtschaft, Berlin, 1964
- Agricultural development in Tanganyika, Springer (Afrika-Studien 2), 1964
- African agricultural production : development policy in Kenya 1952 – 1965, Springer (Afrika-Studien 10), 1966
- Smallholder farming and smallholder development in Tanzania : ten case studies, Weltforum Verlag (Afrika-Studien 24), München, 1968
- Das Welternährungsproblem, Pesch-Haus Verlag, Mannheim, 1970
- Ein Rahmen zur Planung und Beurteilung landwirtschaftlicher Entwicklungsprojekte, zusammen veröffentlicht mit Shagi, El-Shagi el-, DLG-Verlag, Frankfurt (Main), 1970
- Farming systems in the tropics, Clarendon Press, Oxford, 1971
- Landwirtschaftliche Entwicklungspolitik : ein Überblick über die Instrumente zur Steigerung der landwirtschaftlichen Produktion in Entwicklungsländern, DLG-Verlag, Frankfurt (Main), 1972
- Der Sinn wirtschaftlicher Entwicklung in den STIMMEN DER ZEIT Herder-Druckerei München, Band 191 Heft 2 – Februar 1973, 20 Seiten
- Farming systems in the tropics, 2. ed., Clarendon Press, Oxford, 1976
- Ländliche Armut in der Dritten Welt : Analyse des Problems und der Lösungsansätze am Beispiel Kenias, in: Stimmen der Zeit, Herder, Freiburg i. Br., 1979
- Farming systems in the tropics, 3. ed., Clarendon Press, Oxford, 1980
- Innovation policy for small farmers in the tropics : the economics of technical innovations for agricultural development, ed. by Hans E. Jahnke, : Clarendon Press, Oxford, 1985